# Nancy Hollister
Nancy Putnam Hollister, född 22 maj 1949 i Marietta, Ohio, är en amerikansk republikansk politiker. Hon var Ohios guvernör 1998-1999. Hon var den första kvinnliga guvernören i Ohio. En av Hollisters anfäder, general Rufus Putnam, grundade staden Marietta.
Hollister studerade vid Kent State University. Hon var borgmästare i Marietta 1984-1991 och Ohios viceguvernör 1995-1998. Hollister utmanade kongressledamoten Ted Strickland i kongressvalet 1998 utan framgång. Guvernör George Voinovich avgick 31 december 1998 och efterträddes av Hollister som fick vara guvernör för de återstående dagarna av Voinovichs ämbetsperiod.